# Treasure Island Dizzy
Treasure Island Dizzy es un videojuego lógica publicado en agosto de 1988 por Codemaster por Amstrad, Commodore 64, Spectrum, DOS, NES, Amiga y Atari ST.
Treasure Island Dizzy es el segundo juego de la serie Dizzy, y es la secuela de Dizzy - The Ultimate Cartoon Adventure. El juego fue desarrollado por The Oliver Twins con principios gráficos, diseñado por Neil Adamson y música por David Whittaker.